# 1986年のラジオ (日本)
1986年のラジオ (日本)では、1986年の日本のラジオ番組、その他ラジオ界の動向について記す。

## 開局
- 10月1日 - エフエム山陰

## 特別番組

### 第38回衆議院議員総選挙・第14回参議院議員通常選挙
- TBSラジオ/JRN
  - 勝つか中曽根自民党[1]
- 文化放送
  - 衆参同日選挙開票ワイド第一部 小倉智昭のとことん気になる中曽根選挙（7月7日9:00 - 13:00）[1]
  - 衆参同日選挙開票ワイド第二部 中曽根選挙大勢判明 電リクワイド ザ・テレジオ あなたも一言!（7月7日13:00 - ）[1]
- ニッポン放送
  - もお! たーいへん! ニッポン放送選挙速報[1]

## 開始番組

### 1986年1月放送開始
ニッポン放送
- 5日 - 有希子・章子・麻里 夜遊びしナイト[2]

### 1986年3月放送開始
綜合放送
- 開始日不明 - 西村知美 キュートに初恋[3]

横浜エフエム放送
- 31日 - ココナッツパラダイス

### 1986年4月放送開始
NHK-FM放送
- 7日 - 名曲ギャラリー

HBCラジオ
- 5日 - 夢いろ土曜日
- 開始日不明 - 真夜中らじお組

東京放送
- 7日
  - 大沢悠里のゆうゆうワイド
  - 一慶の歌謡大放送
  - 味の素 ハート・オブ・ポップス
- 開始日不明
  - NISSANミッドナイトステーション やんぐひぽぽたます
  - TOYOBOメモリーポップス

文化放送
- 13日
  - 港区海岸一丁目[4]
  - サウンドメルヘン 真璃子胸さわぎ[2]

ニッポン放送
- 6日 - 河合その子 拝啓その子です
- 7日
  - 朝からたいへん!つかちゃんでーす
  - HITACHI FAN! FUN! TODAY
- 12日 - いんぐりもんぐりのオールナイトニッポン
- 13日
  - 原田知世 星空愛ランド[2]
  - 国生さゆり 走れメロン'[3]
  - トキメキパジャマ MARI・NORI・AKIのドッキンタイム[2]
- 19日 - 斉藤由貴 ネコの手も借りたい[3]
- 開始日不明
  - 寺田恵子のオールナイトニッポン
  - 小泉今日子のオールナイトニッポン[3]

KBS京都
- 開始日不明 - ベストヒット歌謡曲

毎日放送
- 7日 - 真夜中のなか
- 12日 - おはよう!松井さんちの土曜日です

ラジオ関西
- 5日 - アニメ玉手箱

RKB毎日放送
- 7日 - HiHiHi

ラジオ沖縄
- 7日 - 安盛の暁でーびる

エフエム秋田
- 1日 - イブニング・オペレーション

エフエム横浜
- 6日 - 湘南ミュージックスカイウェイ

### 1986年5月放送開始
ニッポン放送
- 3日 - ウィークエンド歌謡スペシャル

### 1986年6月放送開始
ラジオ福島
- 2日 - それいけAM!AM!こちら下荒子8番地

ラジオ大阪
- 2日 - OBCブンブンリクエスト

### 1986年7月放送開始
ニッポン放送
- 12日 - 山口良一のそれゆけ!土曜日行進曲

### 1986年10月放送開始
STVラジオ
- 6日 - ドライビングパートナー・STVホットライン

東北放送
- 7日 - ロックン・ミーハー

東京放送
- 6日 - ハローナイト[4]
- 開始日不明 - 夜はこれから

文化放送
- 12日
  - キラキラサンデー アイドルじゃじゃうまランド[2]
  - 落合恵子のちょっと待ってMONDAY[4]
- 13日 - 東京スーパーエンジェル
- 開始日不明 - 真璃子「ファイブ・ミニッツ・モア」[2]

ニッポン放送
- 6日 - 木村一八のギリギリtwist and shut
- 7日 - 越前屋俵太のオールナイトニッポン
- 10日 - 大竹まこと 金曜日のたまごたち
- 11日
  - かけこみワイド・鶴光のまかせなさい!
  - 土曜電リクファッション大魔王
- 12日
  - カモン・ザ・ナイト 大江戸アドヴェンチャー
  - 南野陽子 ナンノこれしきっ![3]
- 13日
  - 小倉久寛のオグラでオグラだ!
  - アイドル夢工場[2]
- 14日 - 高井麻巳子 ほほえみメッセージ[3]
- 19日 - 嵐山光三郎のつうしんぼ万才!

中部日本放送
- 6日 - 荒せんのラジオがいちバン!
- 11日 - サタデーワイド

東海ラジオ放送
- 6日
  - ここがSF一丁目
  - SF Rock Station

朝日放送
- 6日 - 乾龍介のホットポイント[4]
- 開始日不明 - ABCラジオジラ

毎日放送
- 10日 - 平松邦夫のミセスヤングタウン[4]
- 11日 - のぶりんの気分は青春 天気は○○です 90分

ラジオ大阪
- 12日 - 2丁目ダウンタウン

エフエム東京
- 5日 
  - Sony Sound Visart 不思議の国の龍一
  - American Top 40

エフエム山陰
- 開始日不明
  - サンシャインストリート
  - サウンドブティック
  - シーサイドポップス

エフエム山口
- 7日 - ウキウキ放送局

### 1986年11月放送開始
ニッポン放送
- 3日 - ぽっぷん王国

### 開始日不明
民放AM各局
- 志賀真理子 ポニーテールに乾杯[2]
- 森川美穂のMIHO・多感世代 キラッ!![3]

エフエム横浜
- MARUI 24CLUB
- ビヒダス・レディオ・ハイスクール

ラジオたんぱ
- レディース投資サロン

エフエム宮崎
- 板谷祐三子のチコチコ・クエント

文化放送
- ライオン リクエスト30・シブがき隊の俺たちマジだぜ!

## 終了番組

### 1986年4月放送終了
ニッポン放送
- 4日 - HITACHI MUSIC INN

RKBラジオ
- 4日 - スマッシュ!!11

### 1986年9月放送終了
RKBラジオ
- 終了日不明 - 午後だ!ラジオだ!歌謡曲

エフエム沖縄
- 30日 - ハイサイウキミソーチ

### 1986年10月放送終了
ニッポン放送
- 31日 - コッキーポップ

CBCラジオ
- 3日 - ばつぐんジョッキー

朝日放送
- 3日 - ABCヤングリクエスト